# Маркауаси
Маркауаси (Markawasi на езика кечуа и Marcahuasi с испанска транскрипция) е високопланинско плато в Андите, източно от Лима, Перу.
Платото е на 4000 метра надморска височина. Известно е с каменните си фигури и е популярна туристическа атракция. То има вулканичен произход и е изпълнено с гранитни скали, които напомнят различни фигури - лица на хора от различни раси, гущер, камила, фараон, орел и други.
Има различни теории, митове и легенди за появата на тези гранитни монументи, но най-достоверната е, че вятърът и ерозията са направили тази „каменна градина“.
За първи път платото е изследвано от доктор Даниел Русо (1900-1991), който организира експедиция през 1952 година. Той прекарва дълъг период от време на платото и по-късно издава книги и публикации. Според него това не е природно, а човешко творение на древната цивилизация Мазма преди 10 000 години, която е имала развита технология. Според доктор Русо следи от тази цивилизация могат да се видят на Великденския остров, Мексико, Франция и Бразилия. Тази теория не се съгласува с общоприетата теория за произхода на човешката цивилизация. Други теории дори твърдят, че тези фигури са творение на извънземни същества, посетили някога този район.
В северната част на платото има развалини от каменни жилища, общо около 50 различни конструкции, входовете на които са много малки, което предполага, че тук са живели хора с нисък ръст. Има и гробница.

## Каменни атракции
- Паметникът на човечеството
- Пророкът
- Сфинксът
- Гълъбът
- Алхемистът
- Амфитеатърът
- Крепостта
- Костенурката
- Жабата